# Edgar Payne
Edgar Payne, né à Washburn (Missouri) le 1er mars 1883 et mort à Hollywood (Californie) le 7 avril 1947, est un artiste peintre américain principalement de paysages autant américains qu'européens.

## Biographie
Ayant décidé, jeune homme, de devenir peintre, Edgar Payne a décidé, quelques années après son mariage en 1917 avec Elsie Palmer, de voyager en Europe de 1922 à 1924 où, sous l’influence de l’impressionnisme français, il a voyagé, peint et exposé.
Il a vécu de nombreuses années à Laguna Beach avant sa mort.

## Prix
- Mention Honorable, Salon de Paris, 1923.
- Le Prix Premier, le Musée du Sud-ouest, 1921.
- Le Prix Premier, la Palette et le Club de Ciseau, 1913.

## Musées et Collections
- Le Musée d'Art de Chicago, Chicago, Illinois, États-Unis
- Le Musée d'Art de Pasadena, Pasadena, Californie, États-Unis

Edgar Payne a peint des bateaux de pêche en Bretagne, des villages et les Alpes en Suisse, les bateaux de pêche de Chioggia, à Venise. Edgar Payne a eu une longue carrière réussie aux États-Unis où il a peint des Indiens à cheval en Arizona, des lacs de montagne en Californie et des paysages côtiers en Californie du sud. 

Paysages de montagnes
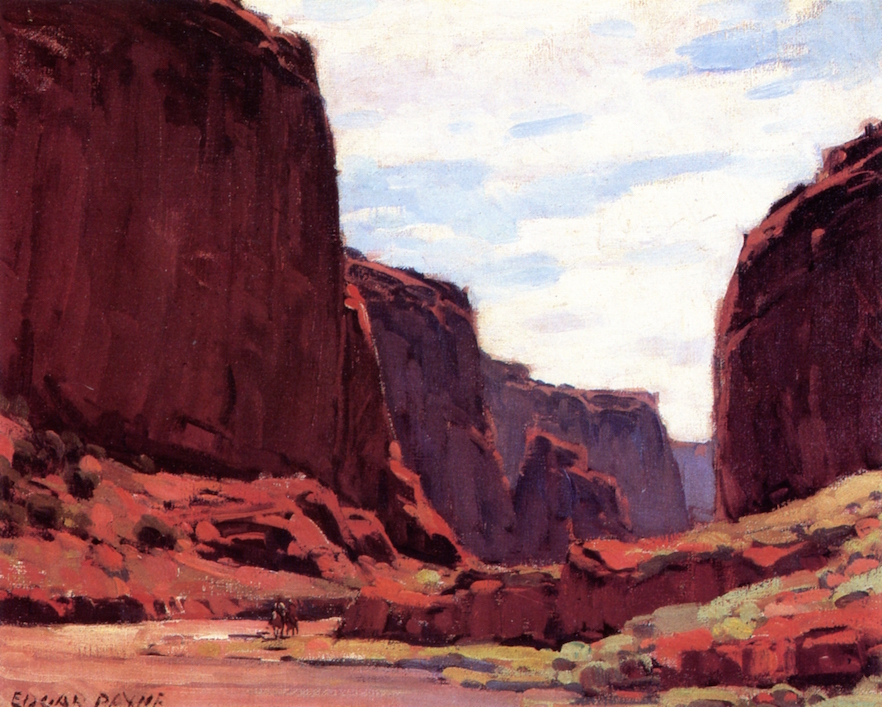
Canyon de Chelly, Arizona.
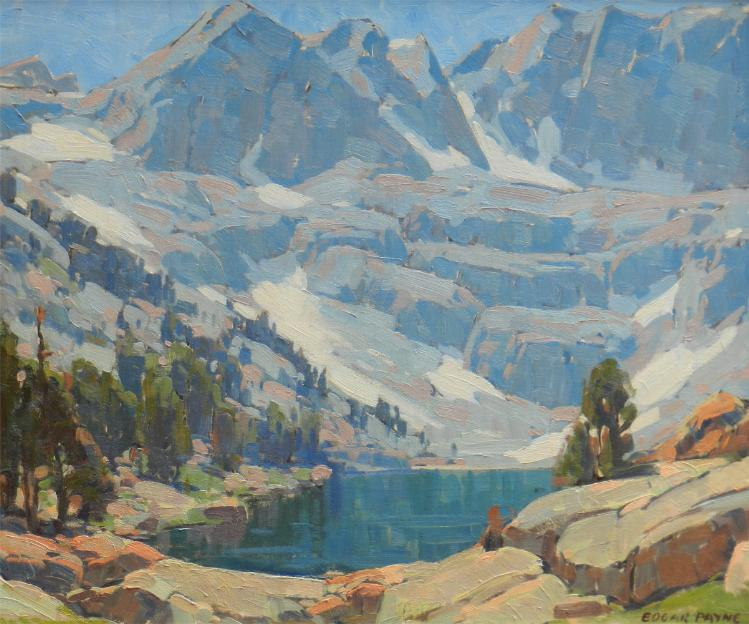
High Sierra Lake.
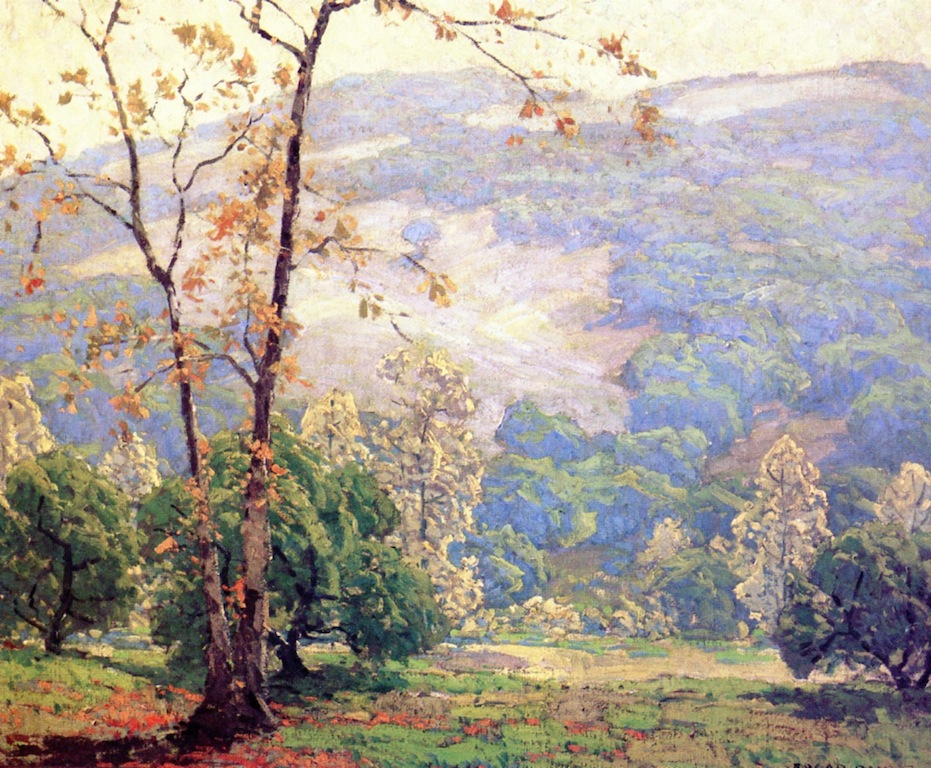
Capistrano Canyon.
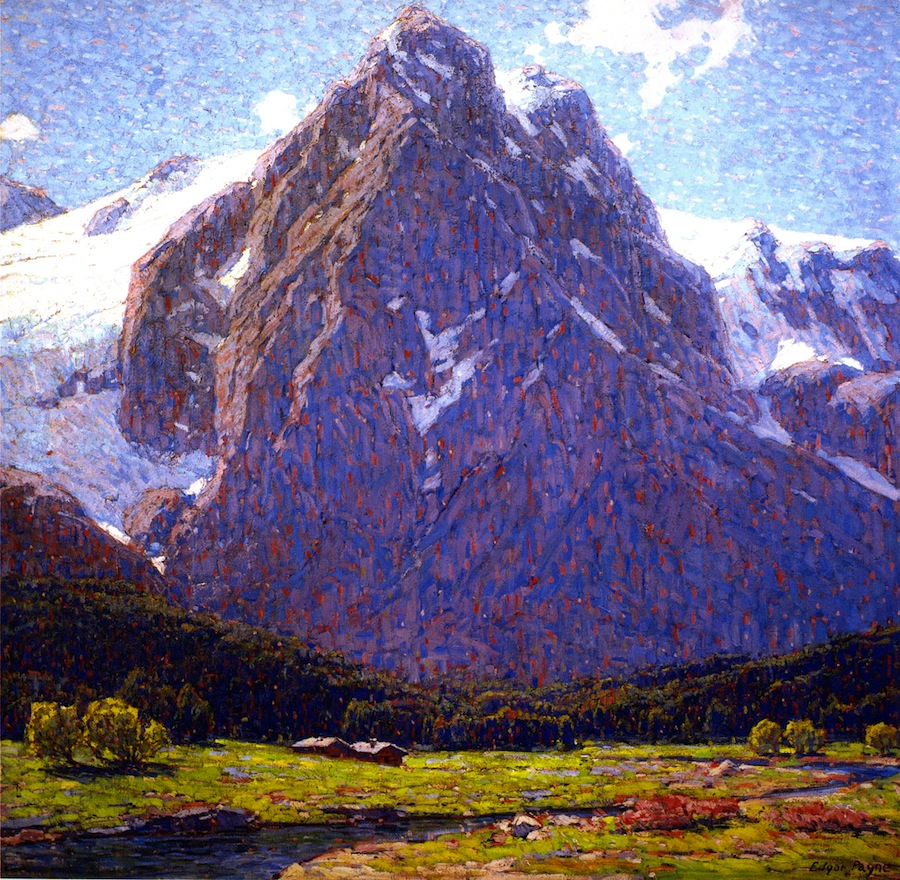
Swiss Mountain.

Paysages forestiers
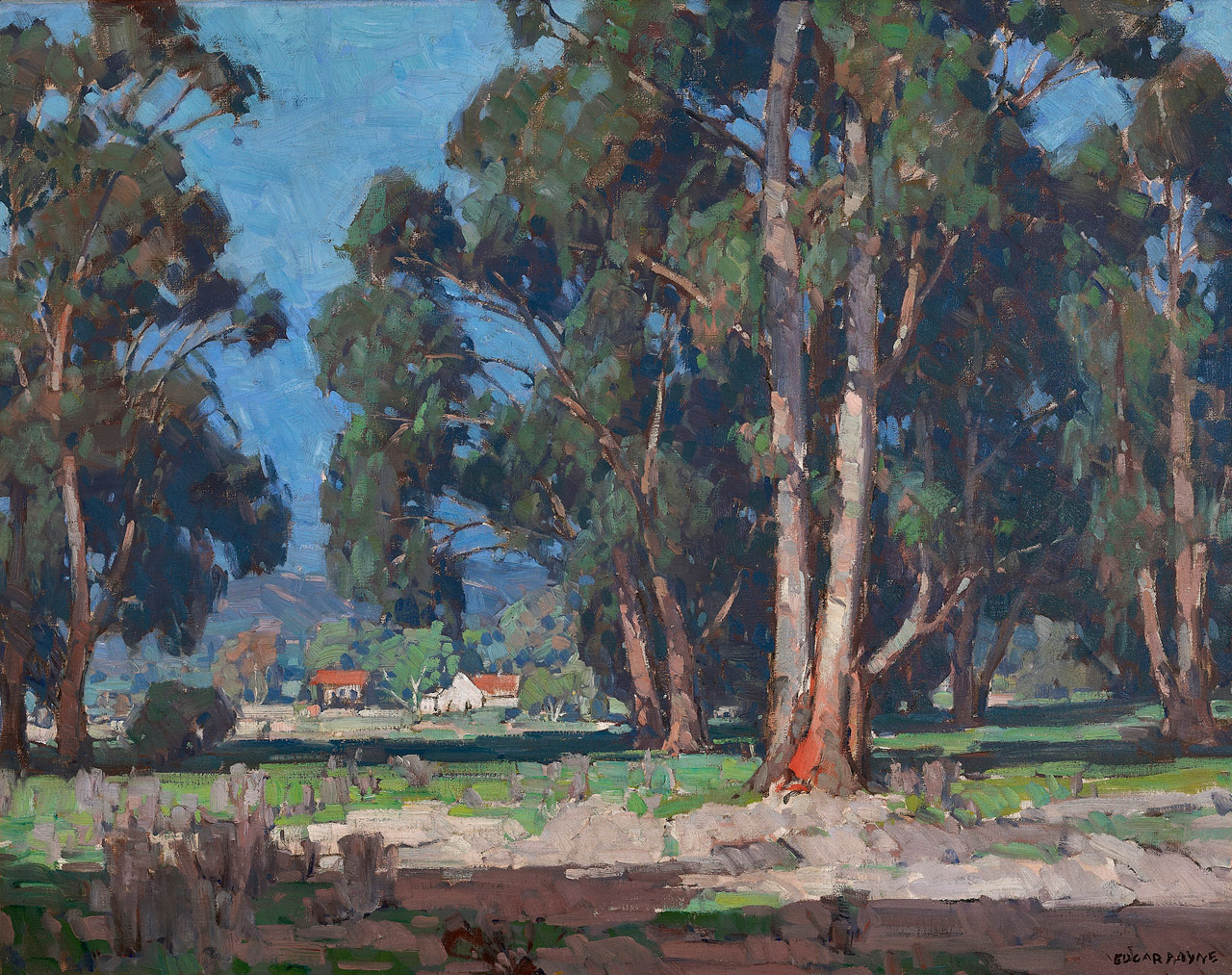
Eucalyptus Landscape, Californie.
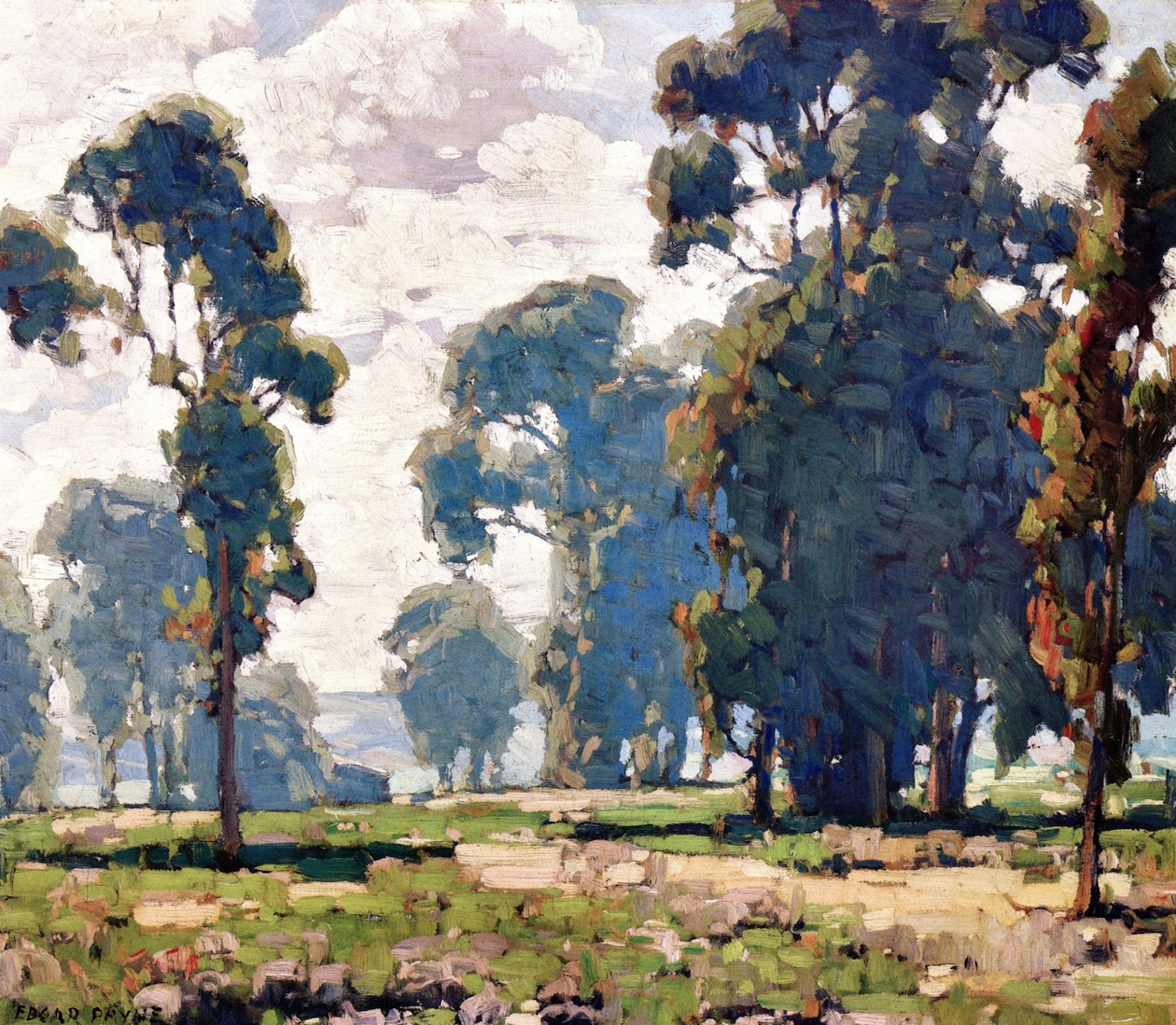
Eucalyptus.
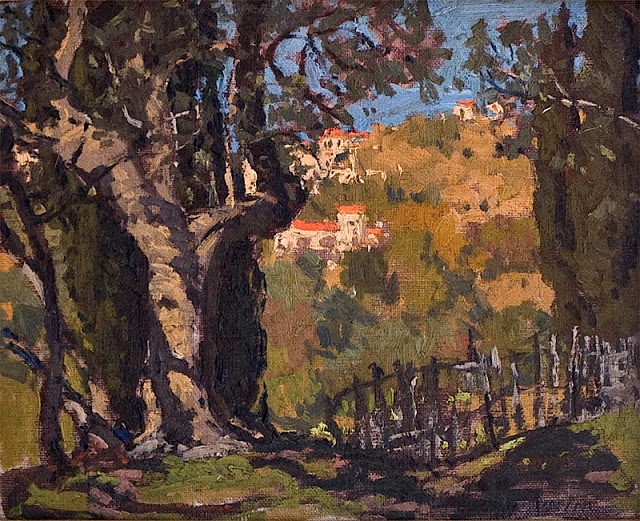
Riviera.
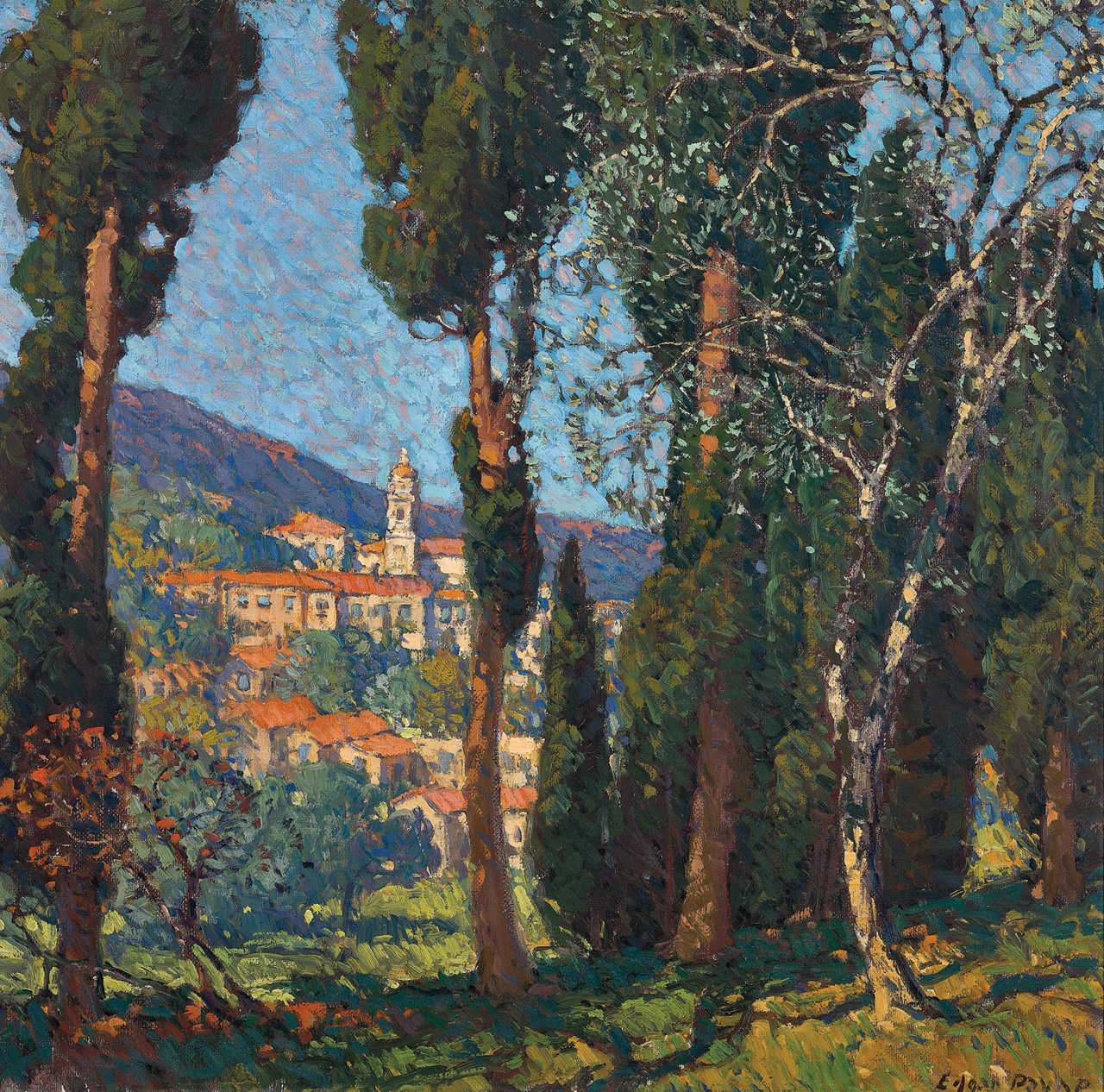
Along the Riviera, Menton, France.

Paysages marins
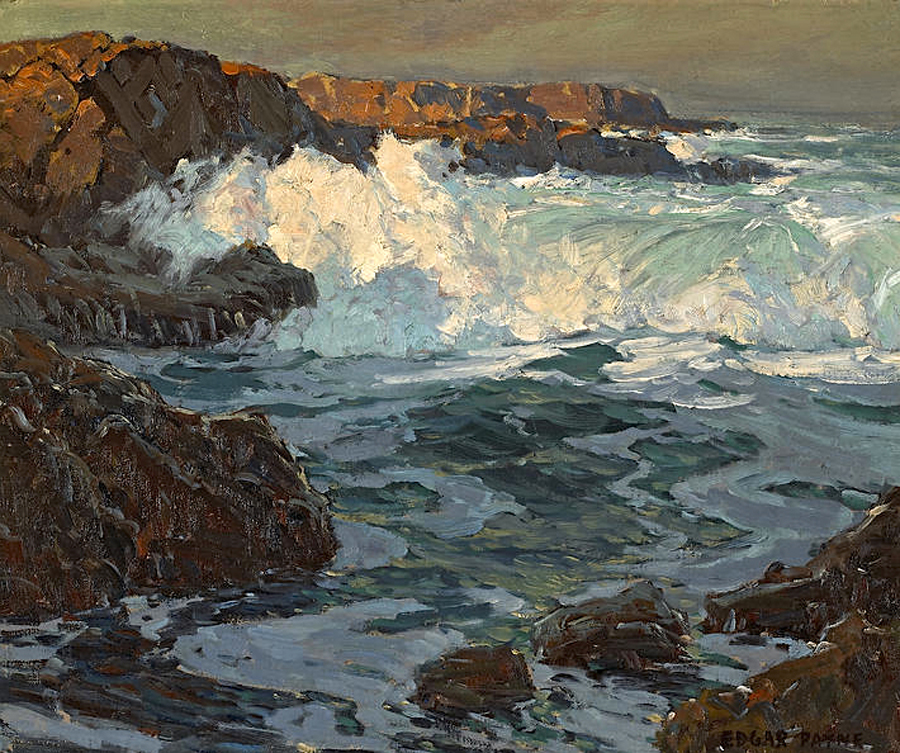
Surging Sea.
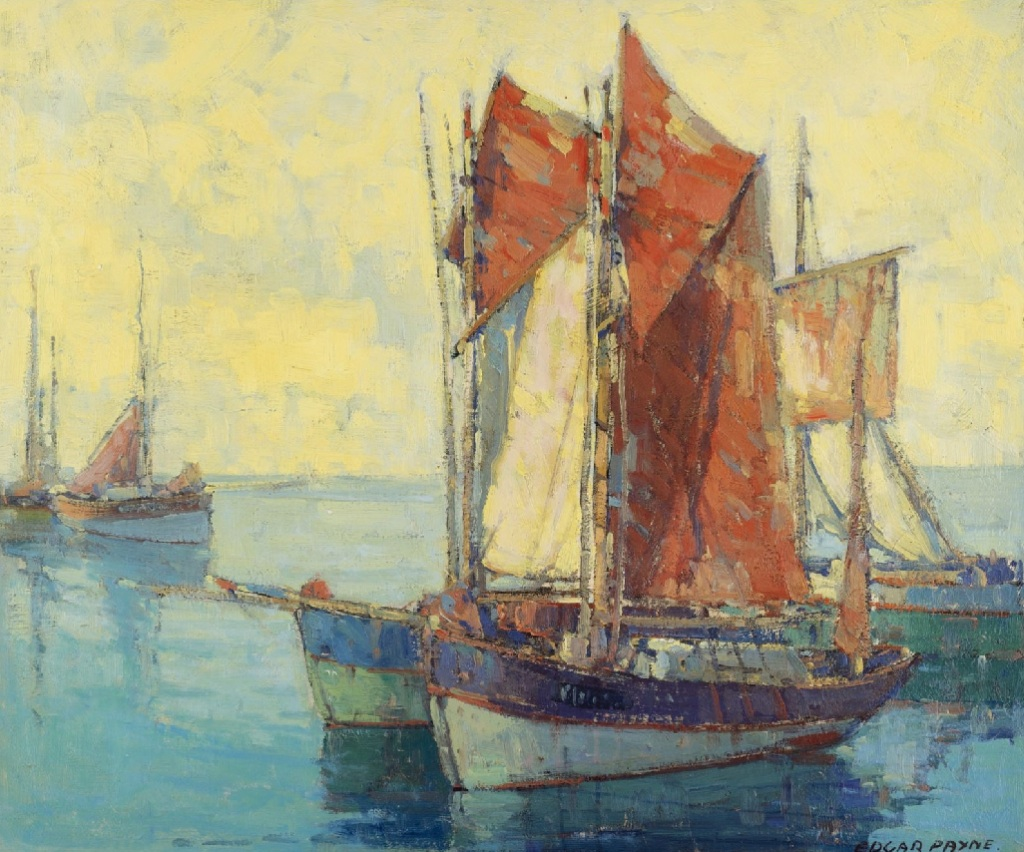
Boats in a Harbor.
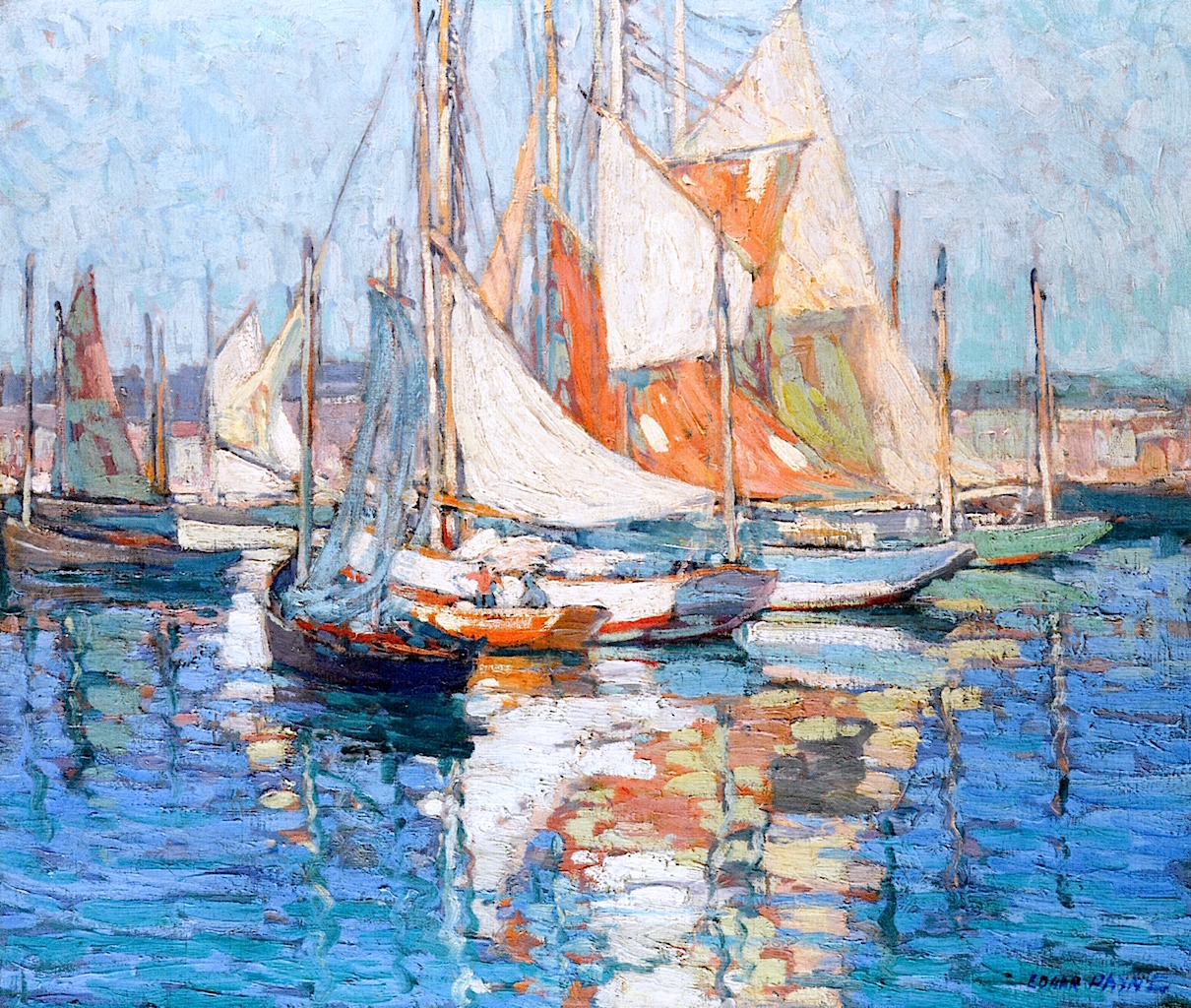
Concarneau Harbor.
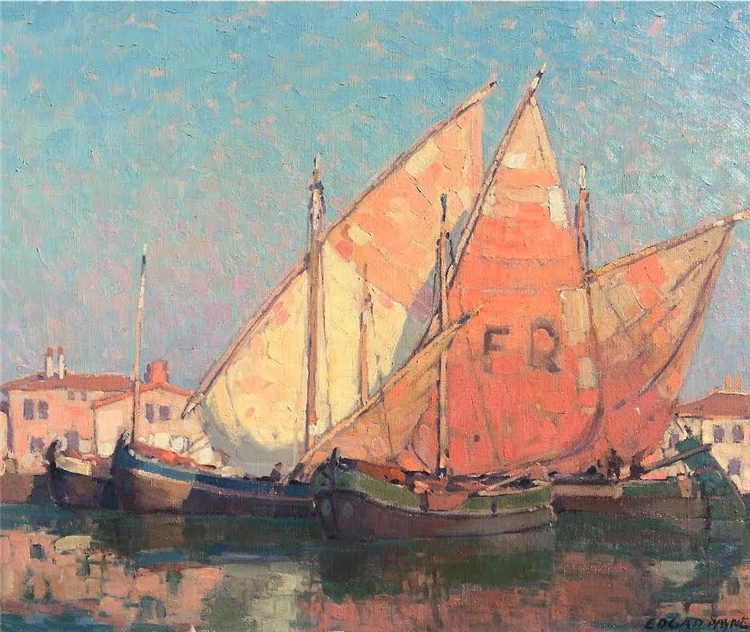
Chioggia Boats.

Cavaliers
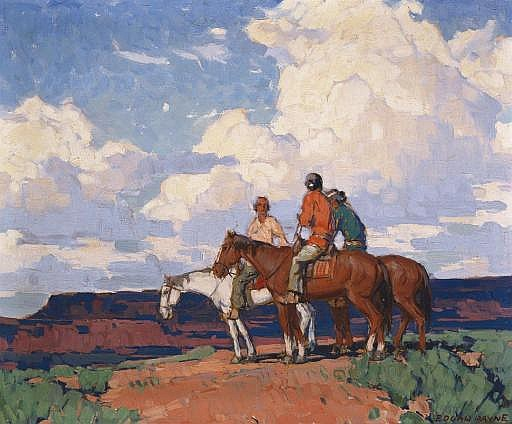
Riders on Horseback.
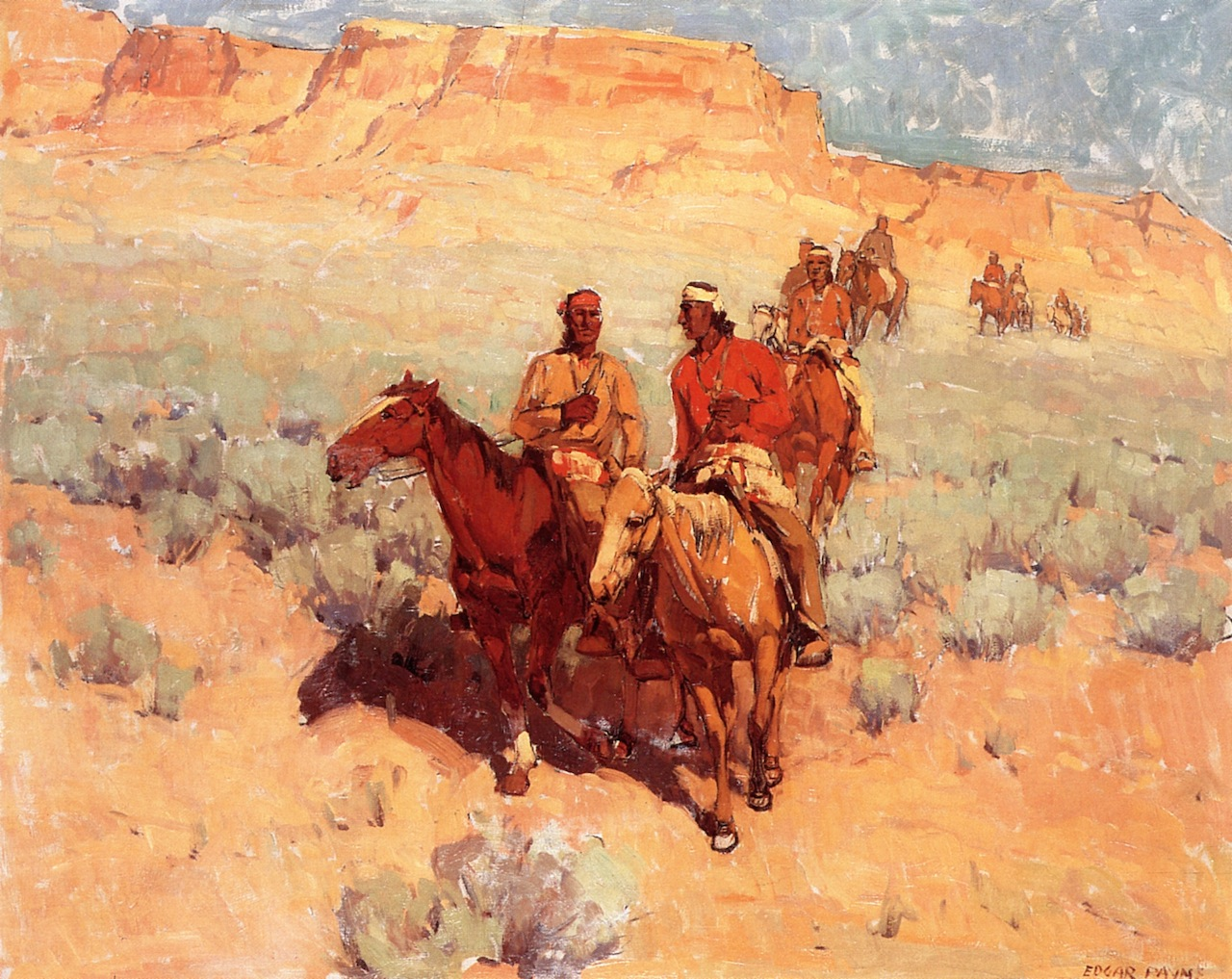
Navahos.
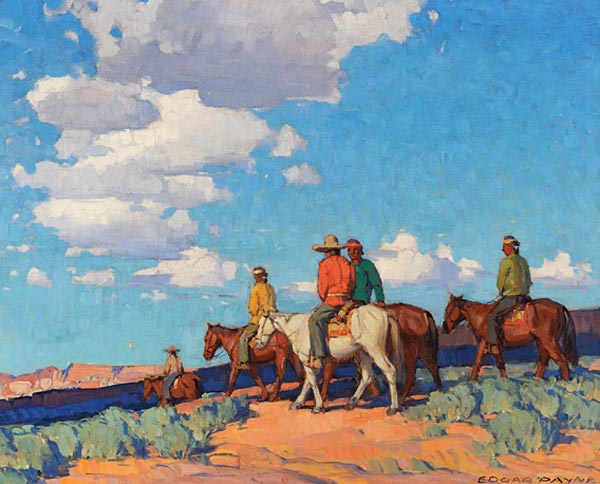
Navajo Riders.
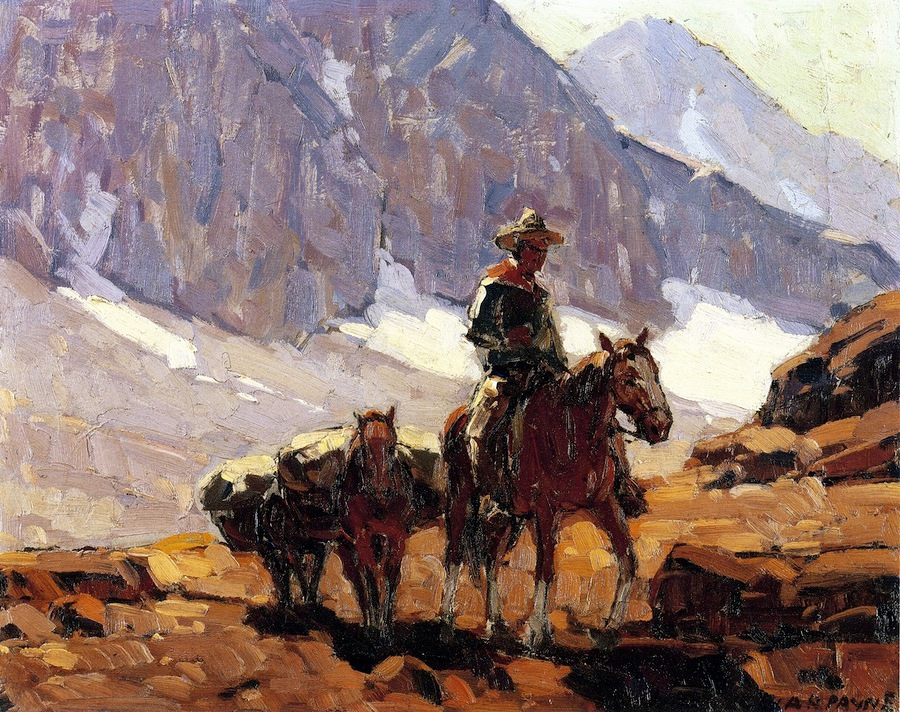
Bishop Pass.

## Sources & bibliographie
- (en) Edgar Payne The Scenic Journey, Scott Shields, Edité par Pomegranate Communications, 2012  (ISBN 0764960539 et 9780764960536).
- Plein Air Painters of the Southland, 1996, par Westphal, Ruth Lilly, pages 159-161  (ISBN 0-9610520-0-7).
- Composition of Outdoor Oil Painting, 1941, par Edgar Payne  (ISBN 0-944699-02-2).
- Artists in California 1786-1940, 1989, par Hughes, E. Milton, page 427  (ISBN 0-9616112-1-9).